# Malta-Plateau
Das Malta-Plateau ist ein vereistes Hochplateau von etwa 40 km Ausdehnung in den Victory Mountains des ostantarktischen Viktorialands. Das unregelmäßig geformte Plateau wird im Süden und Westen begrenzt durch den Mariner-Gletscher, im Norden durch Nebengletscher des Trafalgar-Gletschers und im Osten durch Nebengletscher des Borchgrevink-Gletschers.
Das New Zealand Antarctic Place-Names Committee benannte es, um an die Bedeutung der Insel Malta in Verbindung mit dem Benennungshintergrund für die Victory Mountains zu erinnern.